# Guarniero di Magdeburgo
Guarniero di Magdeburgo o di Steußlingen, in tedesco Werner, chiamato anche Wernher, Wezelin, Wezelo, Werinher, Wessilo, Wezel (Altsteußlingen, 1010 circa – 8 agosto 1078) è stato un arcivescovo cattolico tedesco, arcivescovo metropolita di Magdeburgo dal 1063 alla morte.

## Biografia
Discendeva dalla nobile famiglia sveva di Edelfrei dei Steußlingen ed era figlio di Gualtiero di Steußlingen  (* intorno al 980) e di sua moglie Eggela. Nella cattedrale di Magdeburgo è presente una lastra tombale su cui si legge: Nonas februarii obiit Eggela mater sct Annonis coloniensis archiepiscopi (Il 5 febbraio morì Eggela, la madre di sant'Annone, arcivescovo di Colonia). Non è presente un anno di morte. La scritta e il fatto che parla di sant'Annone (canonizzato nel 1183) portano alla conclusione che la lapide di Eggela può essere stata fatta solo dopo il 1183. Annone II, arcivescovo di Colonia, e Guarniero, arcivescovo di Magdeburgo, erano fratelli.
Dal 1063/1064 fece ricostruire l'abbazia di Nostra Signora e iniziò la costruzione della chiesa. sostenne il vescovo Burcardo II di Halberstadt, suo nipote, nella fondazione degli Huysburg inviando il monaco Thizelin dal monastero di Berge a Huysburg. Nel 1064 ricevette il villaggio di Subitzi, insediamento oggi non identificato, dall'imperatrice Agnese e nel gennaio 1071 undici Hufen di terra a Zehling e Osmarsleben dalla Catorissess Giuditta a Quedlinburg.
Nel 1077 Guarniero consacrò l'altare maggiore della cattedrale di Magdeburgo.
Nella lotta per le investiture si oppose a Enrico IV e consacrò come re Rodolfo di Rheinfelden. Tuttavia, quando quest'ultimo ed Enrico IV, che era tornato dall'Italia, combatterono una battaglia sul fiume Streu vicino a Mellrichstadt a Würzburg il 7 agosto 1078, Guarniero fuggì con il vescovo di Merseburgo e altri prelati. Mentre era in fuga, venne ucciso da un contadino in Turingia. Il suo corpo fu trasferito a Magdeburgo e sepolto nel monastero di Nostra Signora, da lui ricostruito in precedenza.